# Руттер Валерій Дмитрович
Валерій Дмитрович Руттер (рос. Валерий Дмитриевич Руттер; 21 січня 1924, Харків, УСРР — 25 вересня 2010, Лейпциг, Німеччина) — радянський й казахстанський музичний діяч, диригент, Заслужений діяч мистецтв Казахської РСР, Заслужений діяч мистецтв Башкирської АРСР, професор.

## Сім'я
Батько — Руттер Дмитро Йосипович, бухгалтер; мати — Левіна Богдана Давидівна; сестра — Руттер Олена Дмитрівна, скрипачка.
Валерій Руттер у 1973–1997 роках працював головним диригентом у Державному академічному театрі опери та балету Казахської РСР і жив в Алмати.
З 1997 року емігрував й прожив до кінця свого життя в Німеччині з дружиною Людмилою Руттер і дітьми Дмитром та Аллою. 

## Освіта
- З 1933 року — музична школа при Харківській консерваторії, клас скрипки (проф. Добржинець І. В.)
- 1941 рік  — Харківська консерваторія, евакуація
- 1943—1948 — Військово-морський факультет Ленінградської консерваторії. Диплом з відзнакою, офіцерське звання. Військовий диригент.
- 1948—1953 — Художній керівник Ансамблю Північного флоту.
- 1954—1959 — Ленінградська консерваторія. Теоретико-композиційний факультет (клас проф. О. Н. Должанського). Музикознавець. Диригентсько-симфонічний факультет (клас проф. Єльцина С. В.). Диригент симфонічного оркестру й опери.

## Театри й найбільш значні постановки

### Челябінський державний академічний театр опери та балету імені М. І. Глинки
- «Сказ про кам'яну квітку» — С. Прокоф'єв
- «Долина» — Д'Альбер
- «Лотос щастя» (балет) — Г. Мушель
- «Останній бал» (балет) — А. Бірюков

### Киргизький державний театр опери та балету (м. Фрунзе, ниніБішкек)
- «Казка про царя Салтана» — М. Римський-Корсаков
- «Оптимістична трагедія» — О. Холмінов (прем'єра)
- «Ромео, Джульєтта й тьма» — К. Молчанов (прем'єра)
- «Опричник» — П. Чайковський
- «Відьма» — В. Власов (прем'єра)

### Башкирський державний театр опери та балету (м.Уфа)
- «Війна з саламандрами» — В. Успенський (прем'єра)
- «Брати Ульянови» — Ю. Мейтус (прем'єра)[1]

### Гастролі з Новосибірським оперним театром уМоскві
- «Ромео і Джульєтта» — С. Прокоф'єв
- Концертна програма в Палаці з'їздів

### Свердловський театр опери та балету
- «Віра Шелога» і «Псков'янка» — М. Римський-Корсаков
- «Моцарт і Сальєрі» — М. Римський-Корсаков
- «Російська жінка» — К. Молчанов (прем'єра)

### Гастролі з Єреванським оперним театром у Москві
- «Іоланта» — П. Чайковський
- «Лейла і Меджнун» — С. Баласанян (Палац з'їздів)

### Казахський державний академічний театр опери та балету імені Абая (м.Алмата)
- «Алпамис» — Є. Рахмадієв (прем'єра)
- «Дударай» — Є. Брусиловський
- «Дон Карлос» — Д. Верді (паризька редакція з балетною сценою)
- «Дідона й Еней» —  Г. Перселл (прем'єра в СРСР)
- «Жанна Д'Арк на вогнищі» — А. Онеґґер (перша театралізована вистава в СРСР)
- «Чоловік і жінка» (балет) — А. Онеґґер (прем'єра)
- «Селянські пісні» — Г. Свиридов (прем'єра)
- «Карагоз» (балет) — Г. Жубанова (прем'єра)
- «Фрески» (балет) — Т. Минбаєв (прем'єра)
- «Жар-птиця» — І. Стравінський
- «Пульчінелла» — І. Стравінський
- «Гра в карти» — І. Стравінський
- «Кавова кантата» — Й. С. Бах (перше в Алматі концертне виконання)